# Gronda
La gronda, nel lessico architettonico, è la parte del tetto che in un fabbricato sporge all'esterno del perimetro del muro e che lo ripara dalle acque piovane dirette e provenienti dai tetti.
La struttura che compone la gronda non è parte dell'armatura del tetto ma è opera separata costituita da travicelli aggiunti ai puntoni e agli arcarecci. Lo sporto di gronda è la misura dell'ala del tetto e definisce quanto la gronda sporga dal filo del muro. L'altezza di gronda misura l'altezza di un edificio dal suolo alla linea di gronda. Il canale, solitamente in metallo, che permette lo scarico ordinato delle acque raccolte dalla gronda è la grondaia.